# Потапьевский, Аркадий Григорьевич
Аркадий Григорьевич Потапьевский (род. 1 декабря 1926 г. в Киеве) — советский учёный, доктор технических наук, профессор, лауреат Ленинской премии.
Во время Великой Отечественной войны работал на речном флоте. Окончил с отличием Киевский политехнический институт (1952) и вечернее экономическое отделение Киевского университета.
С 1952 г. работает в Институте электросварки им. Е. О. Патона АН Украины. Кандидат технических наук (1960).
В 1962 г. в соавторстве с Б. Е. Патоном разработал импульснодуговую сварку в аргоне и смесях газов, технологии сварки цветных металлов.
Ленинская премия 1963 года — за разработку и внедрение процессов сварки в углекислом газе плавящимся электродом.
С 1996 г. технический эксперт-аудитор по сертификации и испытаниям сварочного оборудования.